# Eduard Baltzer
Eduard Baltzer (24 de octubre de 1814, aldea de Hohenleina que desde 1939 es un barrio del municipio de Krostitz - 24 de junio de 1887). Estudia teología en Leipzig y Halle. En 1841 comienza su carrera como párroco en Delitzsch. En el enero de 1847 se traslada a Nordhausen. Después de la Revolución de Marzo de 1848 es diputado en el Preparlamento de Fráncfort y entonces diputado de la ciudad y del distrito de Nordhausen en la Asamblea Nacional Prusiana en Berlín donde pertenece a la fracción "izquierda".
En sus obras, y en especial Die natürliche Lebensweise («Un estilo de vida natural»), expone en favor del vegetarianismo con un carácter moral, religioso, de salud, político y socioeconómico.

## Obra
- Delitzsch - Halle - Nordhausen oder mein Weg aus der Landeskirche in die freie protestantische Gemeinde, Nordhausen 1847

- Deutsche Kirche. Mitteilungen aus der freien Gemeinde in Nordhausen, Nordhausen 1847

- Alte und neue Weltanschauung. Vorträge, gehalten in der freien Religionsgemeinde zu Nordhausen, Nordhausen 1850–1859

- Von der Arbeit. Oder die menschliche Arbeit in persönlicher und volkswirthschaftlicher Beziehung. Erste Ausgabe, Nordhausen 1864

- Die natürliche Lebensweise 1. Teil: Der Weg zur Gesundheit und sozialem Heil, Nordhausen 1867

- Die natürliche Lebensweise 2. Teil: Die Reform der Volkswirthschaft vom Standpunkte der natürlichen Lebensweise, Nordhausen 1867

- Pythagoras, der Weise von Samos. Ein Lebensbild, Nordhausen 1868 (reimpreso Heilbronn 1991, - ISBN 3-923000-58-8)

- Die natürliche Lebensweise 3. Teil: Briefe an Virchow über dessen Schrift „Nahrungs- und Genußmittel“, Nordhausen 1868

- Gott, Welt und Mensch. Grundlinien der Religionswissenschaft in ihrer Stellung und Gestaltung systematisch dargelegt, Nordhausen 1869

- Die natürliche Lebensweise 4. Teil: Vegetarianismus in der Bibel, Nordhausen 1872

- Es lebe das Vegetariat – Vegetarismus und soziale Reform, Nordhausen 1873

- Ideen zur socialen Reform, Nordhausen 1873

- Apollonius von Tyana. Aus dem Griechischen des Philostratus, Rudolstadt 1883 (Nachdruck, Aalen 1970)

- Vegetarianisches Kochbuch für Freunde der natürlichen Lebensweise

- Erinnerungen - Bilder aus meinem Leben, Frankfurt a. M. 1907

- Georg Herrmann (Hrsg): Eduard Baltzer: Theologe und Revolutionär. Bilder aus meinem Leben. - Zur Jahrhundertfeier der Gründung des Bundes freireligiöser Gemeinden Deutschlands (= Die kleinen Kulturzeitschriften, episodio 4), Konstanz 1959